# 山田邦子のしあわせにしてよ
『山田邦子のしあわせにしてよ』（やまだくにこのしあわせにしてよ）は、1995年4月3日から1997年3月28日までTBS系列局で放送されていたTBS製作のバラエティ番組。山田邦子の冠番組。
放送時間は毎週月曜 - 金曜 12:00 - 12:55 （日本標準時）。

## 概要
司会・山田邦子、企画演出・秋元康の大物タッグというふれこみで大々的にスタートした。山田は番組スタート前の記者会見で「自分が結婚するまで番組を続ける」と意気込みを語ったが、自身が結婚する前に番組は2年で打ち切られた。
本番組の低視聴率に関しては、山田のそれまでの露出過多が原因という見方も存在する。この番組の打ち切りを境に、山田の出演番組は激減した。

## 出演者

### 司会
- 山田邦子

### 主なレギュラー
- 笑福亭笑瓶
- 梅沢富美男
- 美輪明宏
- 羽田惠理香（現：はねだえりか）
- 大澄賢也
- 森公美子
- 宇津井健
- 橋幸夫
- 関口知宏
- 林家いっ平
- 瀬川瑛子
- 冨士眞奈美
- 寿美花代
- 山本太郎
- 梅宮アンナ
- 長野智子
- 山下徹大
- にしおかすみこ
- ほか

## 主なコーナー
- 俺の一品
- しあわせランキング
- パンチDE丸の内
- ビッグハットボーイズ
- 12時を過ぎちゃった!シンデレラオーディション

にしおかすみこがコーナー司会をしていた（当時20歳、西岡すみこ名義で出演）
- コンビニクッキング
- ほか

## 主題歌

### オープニングテーマ
しあわせにしてよ
歌：sinon
作詞：秋元康、作曲：鈴木キサブロー、編曲：佐橋佳幸、Strings Arrangement：門倉聡

### エンディングテーマ
何度も何度も
歌：浜崎章子
作詞：秋元康、作曲：浜崎章子、編曲：西本明
薬指のジェラシー
歌：南英子
作詞：秋元康、作曲：鈴木キサブロー、編曲：岩本正樹
木枯らしのクリスマス
歌：島倉千代子・片岡鶴太郎
作詞：秋元康、作曲：三木たかし、編曲：若草恵
どうして空を見るんだろう
歌：米屋純
作詞：澤地隆、作曲：野田晴稔、編曲：島田昌典
ときめきは眠らない
歌：石井明美
作詞：工藤哲雄、作曲：羽場仁志、編曲：新川博
新しいシャツ
歌：高橋洋子
作詞・作曲：大貫妙子、編曲：森俊之
幸せの色
歌：NOEL
作詞・作曲：NOEL

## スタッフ
- 企画・監修:秋元康
- 構成:福岡秀広、高橋奈津子（現：高橋ナツコ）、亀田万寿夫、池田裕幾、三好千春・荒木美子
- 技術:山内真、足立篤己
- カラー調整:青柳典雄、山川啓一
- カメラ:飯橋俊昭
- 照明:斉藤由紀夫、長沼賢治
- 音声:田頭繁男、入佐隆
- 音響:芹澤夕香子
- 美術プロデューサー:中嶋美津夫
- 美術デザイナー:金子俊彦
- 美術制作:岡嶋正浩、宗次宏光、市原智津子
- スタイリスト:大塚勇造、葉山ゆき
- ヘアメイク:山中茂、星野のぶすけ
- T・K:田中理奈子
- 技術協力:TBSビジョン、TAMCO、エヌ・エス・ティー、ティ・エル・シー
- 制作協力:太田プロダクション、テレビランド
- AD:松本哲也
- デスク:比良田久美
- AP:大石泰弘
- アシスタントプロデューサー / ディレクター:西岡浩太郎
- ディレクター:むたゆうじ、大久保徳宏、折田俊一郎、山田智哉、角田陽一郎
- プロデューサー:加藤嘉一、後藤史郎
- 製作著作:TBS

## エピソード
- 放送開始2日前の1995年4月1日に放送された『オールスター感謝祭'95 超豪華!クイズ決定版 この春お待たせ特大号』に山田が出場した際、本番組の宣伝後に司会の島田紳助が「ライバルには（裏番組『午後は○○おもいッきりテレビ』の司会者である）みのもんたがいますからねぇ」と言い、『どうぶつ奇想天外!』の代表者として出場していたみのを示してみせた。
- 番組が怖い話特集を行った際、伊集院光が自身創作の怪談「赤いクレヨン」を初めて披露した。その後、口コミなどであたかも実際にあった怖い話のように語られて広まり、都市伝説化した。詳細および出典については赤いクレヨンの項目を参照。
- 1995年6月21日、番組の放送中に全日空857便ハイジャック事件発生の第一報が入ったため、TBSは番組を12時37分に打ち切って報道特別番組に切り替わった。
- 1996年6月13日、番組の放送中に福岡空港ガルーダ航空機離陸事故が発生したため報道特別番組に切り替わった。
- 山田は放送時期に『邦子がタッチ』（テレビ朝日）にも出演しており、月曜から土曜まで12時台に生出演していた。